# Ласкариха
Ласкариха — деревня в Кинешемском районе Ивановской области. Административный центр Ласкарихинского сельского поселения.

## География
Расположено в южной части поселения, в 1 км к северу от левого берега реки Волги (Горьковского водохранилища). Непосредственно вблизи деревни протекает река Байковка, левый приток Волги.

## История
Деревня стала административным центром сельского поселения в 2005 году.

## Население
| 1872 | 1897 | 2002 | 2010 |
| ---- | ---- | ---- | ---- |
| 85   | ↘83  | ↗176 | ↘146 |

## Инфраструктура
- отделение почтовой связи № 155843
- детский сад
- администрация Ласкарихинского сельского поселения
- дом культуры (Социально-культурное объединение Ласкарихинского сельского поселения)[6]
- памятник Великой Отечественной войны

## Транспорт
Деревня и всё сельское поселение не имеют постоянного сообщения с правобережной частью Кинешемского района, так как здесь слабо развита дорожная сеть и отсутствуют маршруты общественного транспорта. Зимой в районный центр жители добираются по льду через Волгу, летом — на пароме. На территории деревни, есть автобус, который возит людей с парома до Ласкарихи (инициатива местного жителя).
С 2021 года строится дорога через д. Жажлево. Дорога будет вплоть до д.Ильинское. Плановая дата постройки конец 2022 года.